# Erynephala maritima
Erynephala maritima är en skalbaggsart som först beskrevs av J. L. LeConte 1865. Erynephala maritima ingår i släktet Erynephala, och familjen bladbaggar. Inga underarter finns listade i Catalogue of Life.